# Curcumina
La curcumina és un colorant natural procedent de la cúrcuma, espècie cultivada principalment a l'Índia i utilitzada des de l'antiguitat per a diverses aplicacions.
A la Unió Europea, és un additiu alimentari autoritzat amb el codi E-100i.